# Rue Paul-Émile Lessire
La rue Paul-Émile Lessire est une rue bruxelloise de la commune d'Auderghem dans le quartier du Parc des Princes qui prolonge la rue Pierre Géruzet jusqu'à l'avenue des Héros sur une longueur de 140 mètres.

## Historique et description
Le 3 mars 1961, le conseil donna à cette rue le nom du soldat Paul Emile Lessire, né le 25 mars 1901 à Levrezy, France, mort le 2 juillet 1940 à Mèze lors de la Seconde Guerre mondiale. Il était domicilié en la commune d'Auderghem.
- Premiers permis de bâtir accordés le 21 juin 1961 pour les n° 5 et 8.